# Dorothy Thompson
Dorothy Celene Thompson (Lancaster, 9 luglio 1893 – Lisbona, 30 gennaio 1961) è stata una giornalista, scrittrice e conduttrice radiofonica statunitense.
Fu la prima giornalista americana a venire espulsa dalla Germania nazista nel 1934 e una delle poche donne commentatrici di notiziari radiofonici presenti negli anni '30. Thompson è stata soprannominata "La First Lady nel giornalismo americano" e nel 1939 il Time la nominò "Donna più influente al mondo", al pari di Eleanor Roosevelt. Presso NBC Radio commentò ed analizzò la situazione politica europea agli inizi della Seconda Guerra Mondiale: le registrazioni dei suoi interventi, tenuti tra il 23 agosto e il 6 settembre 1939, sono state selezionate dalla Biblioteca del Congresso per la conservazione nel National Recording Registry nel 2023, ritenendole di "importanza culturale, storica ed estetica nel patrimonio sonoro nazionale".

## Biografia
Dorothy Thompson nacque a Lancaster, New York, nel 1893, prima di tre figli di of Peter e Margaret (Grierson) Thompson. Sua madre morì nel 1901 quando Dorothy aveva solamente sette anni, lasciando Peter, pastore metodista, a crescere i bambini da solo. In seguito, il padre si risposò, ma Dorothy non riuscì mai ad andare d'accordo con la matrigna, Elizabeth Abbott Thompson.
Nel 1908 suo padre mandò Dorothy a Chicago per vivere con le sue due zie ed evitare ulteriori conflitti all'interno della famiglia. Qui frequentò il Lewis Institute per due anni, prima di passa alla Syracuse University. Studiò le scienze politiche e si laureò cum laude con un bachelor's degree nel 1914. Avendo potuto ricevere un'importante educazione, completamente inaccessibile per la stragrande maggioranza delle donne dell'epoca, Thompson sentiva di avere un obbligo verso la società di combattere per il suffragio femminile nel suo paese: questa convinzione divenne la base dello sviluppo del suo pensiero politico. Poco dopo gli studi, Thompson si trasferì a Buffalo e venne coinvolta nella campagna delle suffragette. In quel periodo, Dorothy si mantenne come agente pubblicitaria per aziende di New York City e contribuì a scrivere op-eds in ambito di giustizia sociale per il The New York Times e il New York Herald Tribune. Nel 1920 decise di partire per l'estero, per proseguire la sua carriera giornalistica come inviata in Europa.

## Carriera

### Giornalismo in Europa

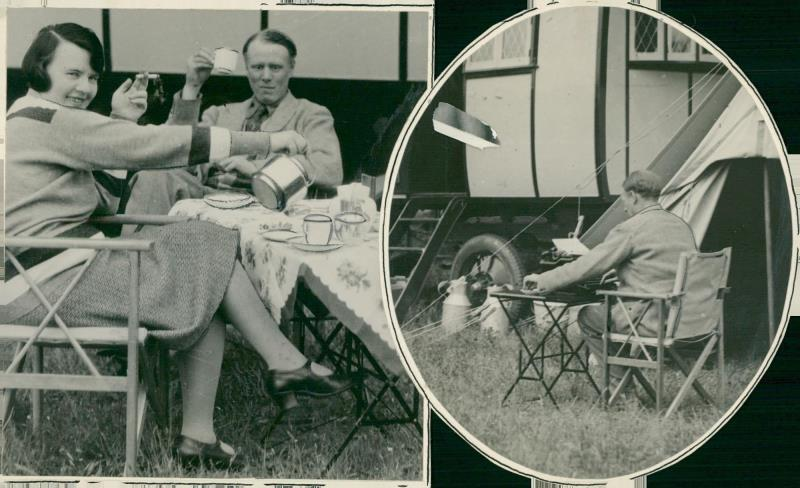
Sinclair Lewis e Dorothy Thompson durante la loro luna di miele in caravan in Inghilterra nel 1928

Thompson si imbarcò su una nave diretta a Londra nel giugno del 1920 per diventare corrispondente straniera delle testate giornalistiche newyorkesi. Iniziando inviando articoli via International News Service (INS), giunse in Irlanda ad agosto dello stesso anno, diventando l'ultima persona ad intervistare il leader del movimento indipendentista irlandese Sinn Féin Terence MacSwiney: quello stesso giorno, MacSwiney venne arrestato per cospirazione contro il governo inglese, morendo in carcere per le cause di uno sciopero della fame due mesi dopo.
L'intervista fece accrescere la popolarità di Thompson, che venne incaricata dal Public Ledger di Filadelfia di essere la corrispondente da Vienna per il quotidiano.
Mentre lavorava in Austria, Thompson imparò a parlare fluentemente il tedesco, venendo promossa nel 1925 a Chief of the Central European Service (capo degli inviati in Europa Centrale) per il Public Ledger. Lasciò il ruolo nel 1928 e, non molto tempo dopo, il New York Evening Post l'assunse come capo della sua divisione tedesca a Berlino. Qui divenne testimone dell'ascesa al potere del Partito nazionalsocialista. Secondo il suo biografo, Peter Kurth, Thompson era da considerarsi "la regina indiscussa dei giornalisti oltremare, la prima donna in assoluto a dirigere un ufficio stampa straniero". Tesse relazioni con alcuni dei maggiori autori tedeschi esuli: tra le sue conoscenze del periodo possiamo trovare Ödön von Horváth, Thomas Mann, Bertolt Brecht, Stefan Zweig e Fritz Kortner, sviluppando anche una profonda amicizia ed un sincero affetto per Carl Zuckmayer.
La più importante produzione saggistica e giornalistica estera di Thompson venne scritta in Germania nei primi anni '30. Nel 1931, a Monaco di Baviera, intervistò per la prima volta Adolf Hitler: questo incontro sarà alla base del suo libro I Saw Hitler, nel quale scrive i potenziali pericoli in una sua vittoria delle elezioni in Germania. In seguito, in un articolo per lo Harper's Magazine del dicembre 1934, Dorothy descrisse Hitler con la seguente frase: 
Il biografo Kurth scrive che successivamente, quando la forza brutale del nazismo sconvolse l'Europa intera, venne chiesto a Thompson se fosse capace di difendere ancora la sua presa di posizione sul "Little Man". La sua risposta fu:

### Espulsione dalla Germania
I suoi articoli anti-nazisti e, in particolare, le sue rappresentazioni molto negative del Führer nel suo libro, la resero il primo giornalista statunitense ad essere espulso dalla Germania. Il 25 agosto 1934, ricevette l'ordine di espulsione, consegnatole da un agente della Gestapo direttamente nella sua camera dell'Hotel Adlon di Berlino, dandole 24 ore di tempo per lasciare il paese. Il giorno seguente, fu scortata sul treno Etoile du Nord diretto a Parigi, con numerosi giornalisti e amici a salutarla alla stazione, dove le regalarono un mazzo di rose American Beauty come gesto di solidarietà nei suoi confronti.
L'espulsione ricevette un'estesa attenzione mediatica internazionale, inclusa una prima pagina sul New York Times, dove venne dipinta come una sorta di eroina, una celebrità nota per i suoi sforzi nella nascente e drammatica guerra contro il fascismo.

### Alla redazione delNew York Herald-Tribune

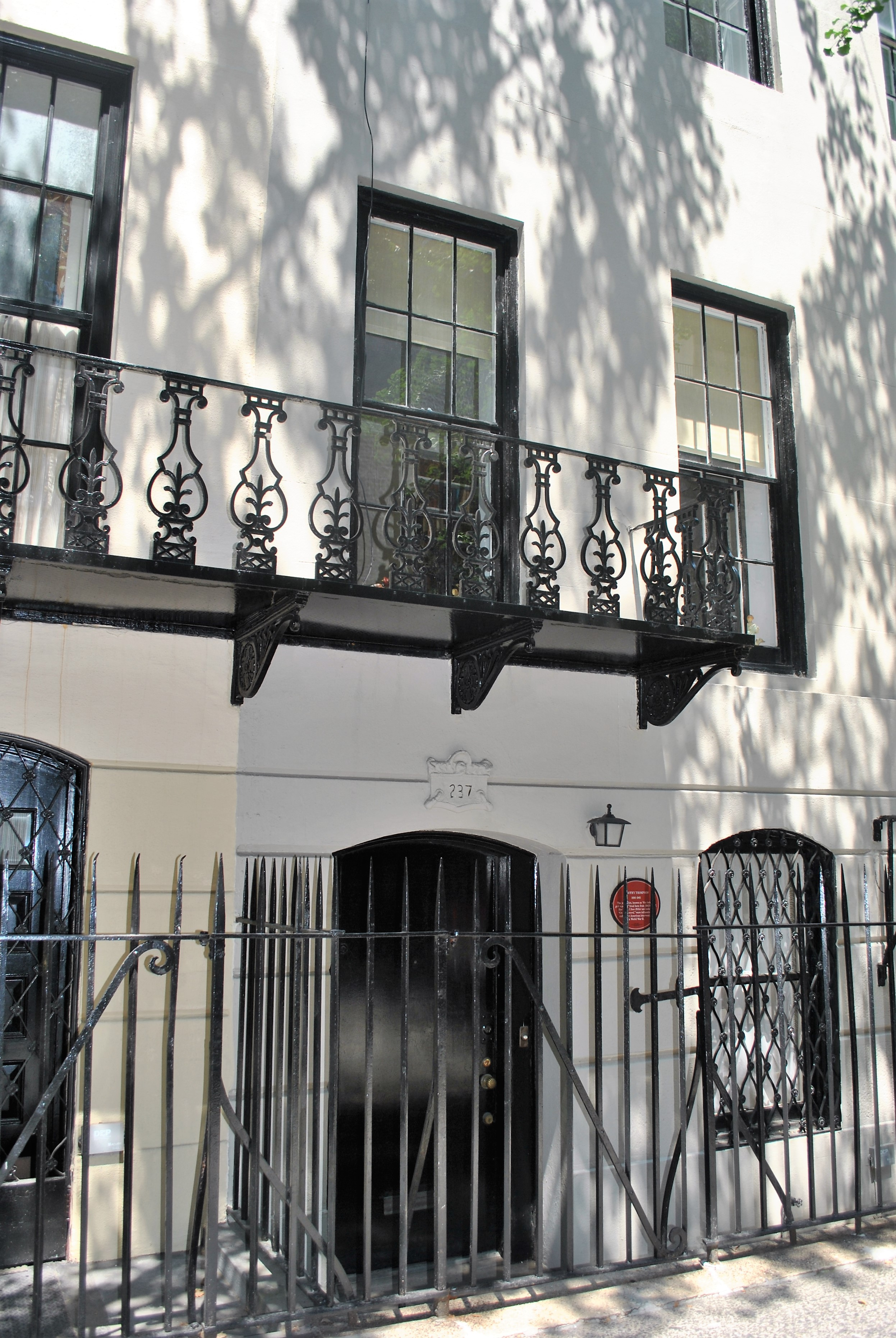
La casa di Dorothy Thompson a New York City, al numero civico 237E della 48ª strada a Manhattan

Nel 1936 Thompson iniziò a compilare la rubrica "On the Record" (traducibile con "Per la cronaca"), una colonna del quotidiano New York Herald Tribune che veniva diffusa in tutti gli USA tramite syndication. Con un pubblico di dieci milioni di lettori, venne continuata per più di 170 numeri all'anno: apparendo tre volte a settimana, durò, senza interruzioni, per 22 anni.
Scrisse anche articoli con uscita a cadenza mensile per il Ladies' Home Journal per 24 anni, dal 1937 al 1961: gli argomenti trattati su questa testata poco avevano a che fare con la guerra o la politica, concentrandosi più su giardinaggio, educazione dei bambini ed arte.

### Radio e l'affaireHerschel Grynszpan
All'incirca quando iniziò a curare "On the Record", l'emittente radiofonica NBC assunse Thompson come nuova commentatrice di notizie. Le sue trasmissioni radio sul network dal 1936 al 1938 divennero uno dei programmi più seguiti e popolari negli Stati Uniti, rendendola una delle donne più famose del tempo. Quando la Germania nazista invase la Polonia nel 1939, Thompson restò in onda a commentare gli avvenimenti per quindici giorni e notti consecutive.
Nel 1938 Thompson iniziò a difendere pubblicamente un adolescente ebreo, tedesco di origine polacca, Herschel Grynszpan, il quale assassinò a Parigi un piccolo diplomatico nazista, Ernst vom Rath. Questo evento venne usato come propaganda dal Partito nazionalsocialista per scatenare gli eventi della Notte dei cristalli in Germania. Il programma di Dorothy su NBC venne usato per attirare le simpatie del pubblico statunitense per la causa del ragazzo e, con l'aiuto del "Journalists' Defense Fund", più di $40.000 vennero raccolti in una colletta, permettendo così di pagare le prestazioni del famoso avvocato francese Vincent de Moro-Giafferi per sostenere la difesa di Grynszpan in tribunale.

## Fama e controversie

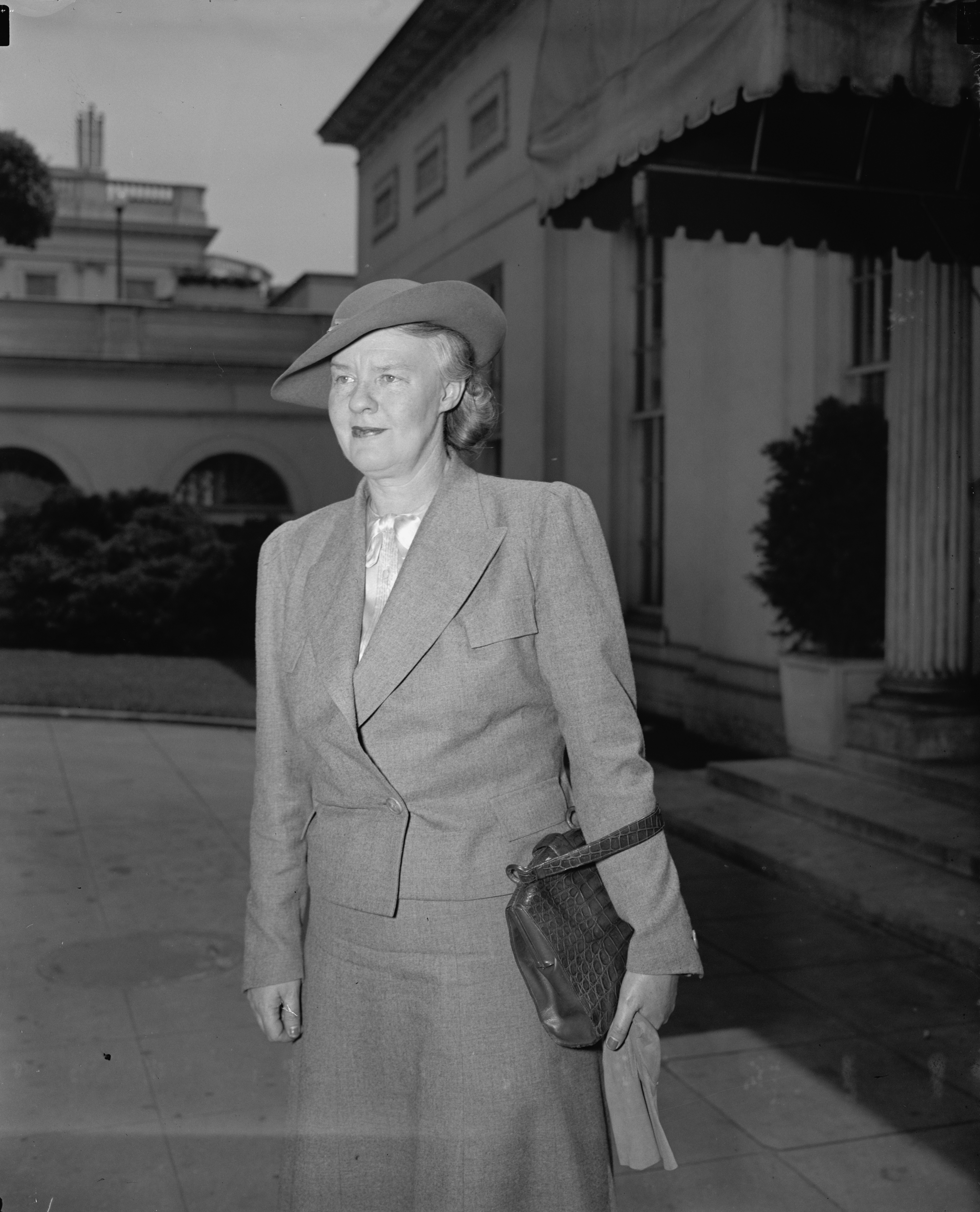
Dorothy Thompson nel 1940 ad un incontro con il presidente Franklin Delano Roosevelt alla Casa Bianca

Nel 1939 Thompson era una delle donne più conosciute della sua epoca, tanto da apparire su una copertina del Time con una foto di lei nell'atto di parlare ai microfoni della radio NBC, con didascalia "She rides in the smoking car". L'articolo dichiarava che "lei e Eleanor Roosevelt sono senza dubbio le donne più influenti negli USA", spiegando l'influenza di Dorothy: "Thompson è la donna dei movimenti statunitensi per le donne. È letta, creduta e citata da milioni di donne che solitamente assumevano le convinzioni politiche del marito, che le prendeva a sua volta da Walter Lippmann". Nel film La donna del giorno del 1942, Katharine Hepburn interpretò Tess Harding, una corrispondente stampa basata su Thompson.
Durante le elezioni presidenziali negli Stati Uniti d'America del 1936, Thompson descrisse i votanti afro-americani come:

## Sionismo e Stato di Israele
Thompson simpatizzò per il movimento sionista già dal suo primo viaggio in Europa nel 1920. Durante la sua permanenza, ebbe "infinite discussioni" circa il movimento con delegati che viaggiavano alla all'International Zionist Conference, tenutosi nel 1921 a Londra. Nei tardi anni '30, mentre Thompson si ergeva come importante figura per la causa dei rifugiati ebrei che fuggivano dalle persecuzioni europee, si avvicinò allo statista Chaim Weizmann e a Meyer Weisgal, braccio destro di Weizmann negli Stati Uniti. Quando scoppiò la Seconda Guerra Mondiale, Thompson passò dall'essere una simpatizzante a prendere parte attivamente nella cuasa del movimento. Tenne un discorso chiave nella Conferenza del Biltmore del 1942, dove si chiese che in Palestina "venisse stabilito un Commonwealth giudaico", e alla fine della guerra, venne riconosciuta come una delle celebrità che fecero più crescere il consenso verso il sionismo. A quel punto, però, l'attitudine di Thompson nei confronti del movimento aveva già iniziato a cambiare, specialmente dopo il suo viaggio del 1945 in Palestina, dove si rese conto delle sempre crescenti violente attività degli aderenti alle ali più conservatrici e radicali del movimento, rimanendo turbata soprattutto dell'escalation terroristica contro il Regno Unito, che occupava quelle zone British. Dopo aver scritto molti articoli adi critica verso i radicali violenti, Thompson ebbe un graduale cambiamento di ideali, arrivando addirittura a fiancheggiare i leader dell'organizzazione anti-giudaica American Council for Judaism.
Dopo aver mostrato la sua posizione ambigua pubblicando nel 1950 una critica al sionismo statunitense sulla rivista Commentary, il suo cambio di posizione divenne evidente. Ciò 
le procurò accuse di antisemitismo, che Thompson respinse, dopo essere stata avvisata che un'ostilità dichiarata verso Israele equivaleva, nel giornalismo statunitense degli anni '50, "quasi la definizione di suicidio professionale". Arrivò anche a sostenere che il sionismo fosse la "ricetta per una guerra perpetua". Mentre Thompson prendeva sempre più le distanze dal crescente movimento, diventò portavoce dei rifugiati palestinesi. Dopo il viaggio in Medio Oriente del 1950, Thompson venne concolta nella fondazione dell'American Friends of the Middle East, un'organizzazione segretamente foraggiata dalla CIA.

## Vita privata

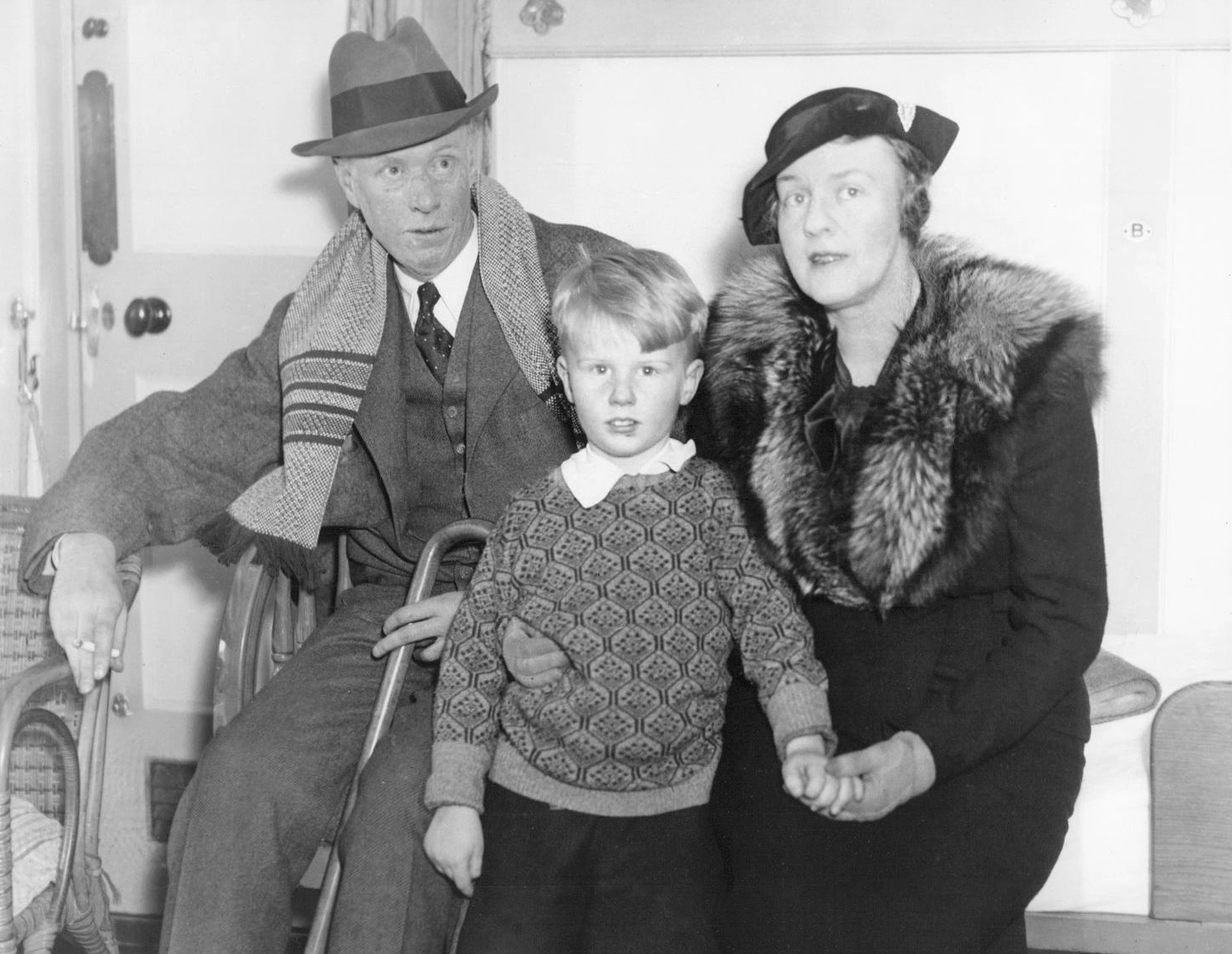
Thompson e Lewis con il loro figlio Micheal nel 1935

Si sposò tre volte: la prima volta nel 1923, quando sposò lo scrittore ungherese Joseph Bard, divorziando solamente quattro anni dopo. L'8 luglio 1927 incontrò ad un tea party, organizzato da Gustav Stresemann al Ministero degli affari esteri tedesco a Berlino, il futuro vincitore del Premio Nobel per la letteratura Sinclair Lewis. Il giorno seguente, decisero di sposarsi, giorno del trentaquattresimo compleanno di Dorothy e dell'ufficiale divorzio da Bard.
Convolati a nozze nel 1928, acquistarono una casa in Vermont ed ebbero un figlio, chiamato micheal, nel 1930 La coppia si separò nel 1942. Si sposò un'ultima volta con l'artista tedesco Maxim Kopf nel 1945 e il loro matrimonio durò fino alla motre di Kopf nel 1958.
Dorothy Thompson morì nel 1961, all'età di 67 anni a Lisbona in Portogallo. La sua tomba si trova nel cimitero cittadino di Barnard (Vermont).

## Nella cultura di massa
Il suo matrimonio con Sinclair Lewis divenne soggetto per la commedia di Sherman Yellen Strangers, dove Thompson venne interpretata da Lois Nettleton. La prima dello spettacolo avvenne il 4 marzo 1979 a Broadway e la sua programmazione terminò dopo nove repliche.

## The Silencing of Dorothy Thompson
Nel 2014 la compagnia giornalistica senza scopo di lucro Alternate Focus iniziò una raccolta fondi per sviluppare un documentario di 90 minuti intitolato The Silencing of Dorothy Thompson, dopo aver pubblicato un teaser di circa cinque minuti l'anno precedente. Il progetto venne supportato dall'attivista e scrittrice Alison Weir, ma ad oggi non è ancora stato rilasciato.

## Opere
- The New Russia, New York, Henry Holt and Company, 1928
- I Saw Hitler!, New York, Farrar & Rinehart, 1932
- Concerning Vermont, Brattleboro, E. L. Hildreth, 1937
- Dorothy Thompson's Political Guide: A Study of American Liberalism and Its Relationship to Modern Totalitarian States, Mechanicsburg (Pennsylvania), Stackpole Books, 1938
- Refugees: Anarchy or Organization?, New York, Random House, 1938
- Once on Christmas, Oxford, Oxford University Press, 1938
- Let the Record Speak, New York, Houghton Mifflin, 1939
- Who Goes Nazi?, New York, Harper's Magazine, 1941
- Listen, Hans, New York, Houghton Mifflin, 1942
- To Whom Does the Earth Belong?, Londra, The Jewish Agency for Palestine, 1945
- I Speak Again as a Christian, New York, Christian Council on Palestine, 1945
- Let the Promise Be Fulfilled: A Christian View of Palestine, New York, American Christian Palestine Committee, 1946
- The Truth About Communism, New York, PublicAffairs, 1948
- The Developments of Our Times, DeLand, John B. Stetson University, 1948
- The Crisis of the West, Toronto, University of Toronto Press, 1955
- The Courage to Be Happy, New York, Houghton Mifflin, 1957